# Drysice
Drysice (deutsch Drissitz) ist eine Gemeinde in Tschechien. Sie liegt vier Kilometer nordwestlich von Ivanovice na Hané und gehört zum Okres Vyškov.

## Geographie
Drysice befindet sich am östlichen Fuße des Drahaner Berglandes am Rande der Hanna. Das Dorf befindet sich rechtsseitig über der Talmulde des Baches Drysický potok. Im Nordwesten erhebt sich die Vojenská (442 m). Südöstlich liegt der Teich Ivanovický rybník. Durch Drysice führt die  Schnellstraße R 46, die Abfahrt 8 liegt am westlichen Ortsrand. Nordwestlich befindet sich der Truppenübungsplatz Březina, vier Kilometer südwestlich der Flugplatz Vyškov.
Nachbarorte sind Hatě, Familie und Ondratice im Norden, Brodek u Prostějova und Želeč im Nordosten, Dřevnovice im Osten, Chvalkovice na Hané und Ivanovice na Hané im Südosten, Hoštice-Heroltice und Křižanovice u Vyškova im Süden, Pustiměřské Prusy und Pustiměř im Südwesten, Zelená Hora im Westen sowie Kotáry und Podivice im Nordwesten.

## Geschichte

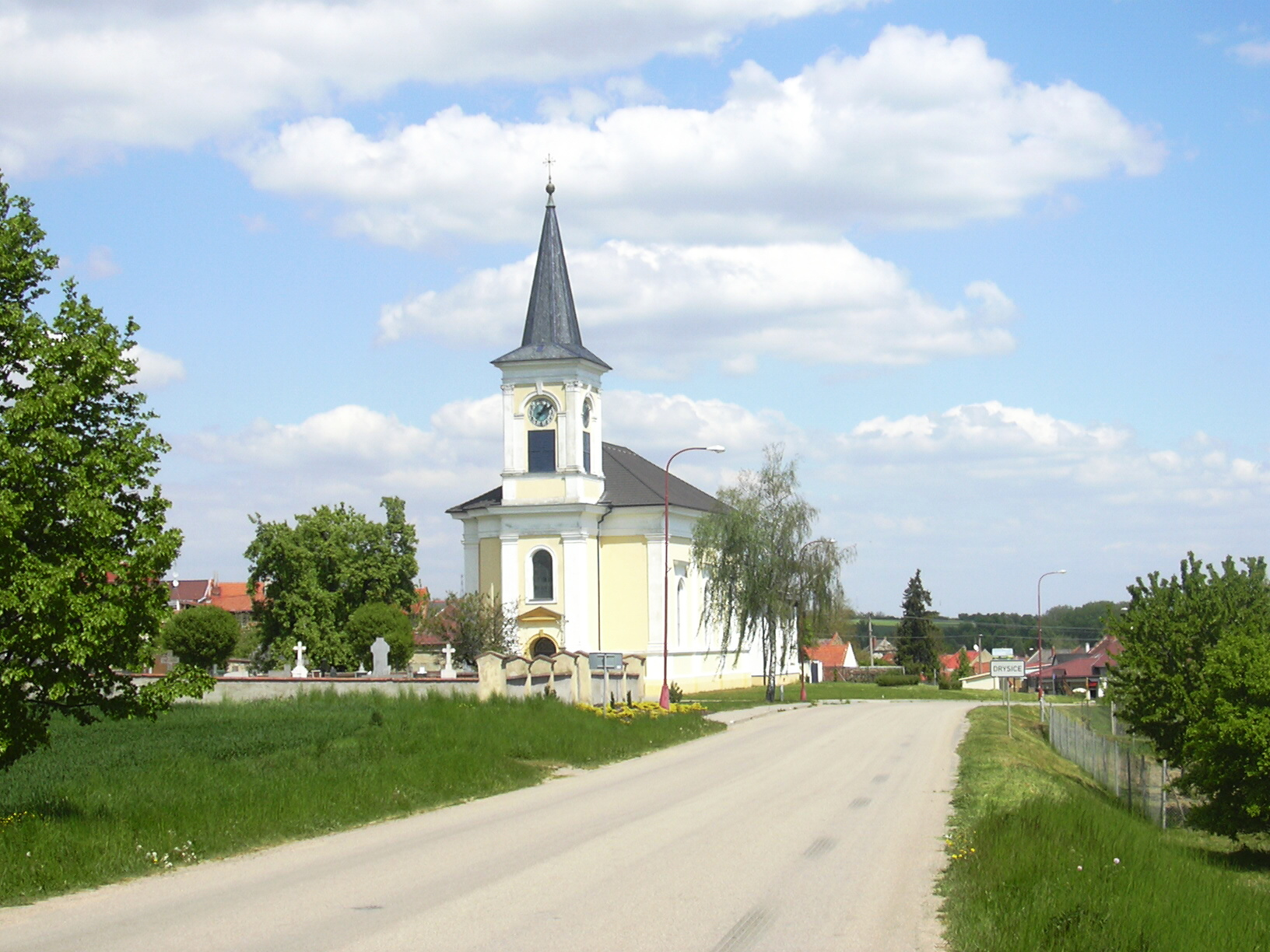
Kirche Mariä Wiegenfest

Die erste schriftliche Erwähnung von Drissich erfolgte im Jahre 1201, als Ottokar I. Přemysl das Dorf dem Wenzelsdom in Olmütz schenkte. Im Laufe des 13. Jahrhunderts begann das Bistum Olmütz mit der Ansiedlung deutscher Kolonisten. 1232 überließ Bischof Robert von England eine Hube des Dorfes der Kirche des hl. Pantaleon in Pustiměř. Die anderen Güter waren der bischöflichen Burg Meilitz untertänig und wurde mit ihr zwischen 1247 und 1267 an die Herrschaft Wischau angeschlossen. Im Jahre 1389 ist Magnus von Meilitz als Besitzer eines Lehnhofes in Drissitz mit anderthalb Huben Land nachweisbar. 1405 erfolgte der Verkauf einer Hube Land an das Kloster Pustiměř. Während der Hussitenkriege wurde Drissitz 1429 und 1431 von den Aufständischen heimgesucht, die bischöflichen Burgen Pustimir und Meilitz sowie das Kloster Pustimir wurden dabei zerstört. In der Mitte des 14. Jahrhunderts verkaufte Bischof Bohuslaus von Zwole den Vorwerkshof Drissitz mit Ziegelei, Kretscham, Gärten, Chaluppen, einem Weinberg einschließlich aller Rechte an den Drissitzer Vogt Niklas. Drissitz war zu dieser Zeit ein befestigtes Dorf und besaß zwei Tore. In dem Ort lebten etwa 420 Personen. Im Laufe des 15. und 16. Jahrhunderts erfolgte der Zuzug von tschechischen Siedlern und die deutsche Bevölkerung wurde assimiliert. Während des Dreißigjährigen Krieges verwüsteten die Schweden den Ort. Im Hufenregister von 1675 sind für Drysice 42 Anwesen ausgewiesen. Die Bevölkerung des Dorfes war tschechisch. Im Jahre 1727 erfolgte der Bau der Muttergottes-Kapelle. 1750 ließ das Bistum in Drysice eine Ausspanne errichten. Im Jahre 1784 lebten in den 93 Häusern des Dorfes 523 Menschen. 1846 war Drysice auf 102 Häuser angewachsen und hatte 583 Einwohner. Im Ort bestanden eine Schankwirtschaft mit Brennerei und eine Schule. Bis zur Mitte des 19. Jahrhunderts blieb Drysice immer nach Wischau untertänig.
Nach der Aufhebung der Patrimonialherrschaften bildete Drysice /Drissitz ab 1850 eine Gemeinde in der Bezirkshauptmannschaft Wischau. 1873 wurde in einem Teil der Ausspanne eine einklassige Schule eingerichtet, zuvor erfolgte der Unterricht im Rathaus. 1880 hatte das Dorf 646 Einwohner und im Jahre 1900 waren es 758. In den Jahren 1887 bis 1888 erfolgte der Bau der Kirche Mariä Wiegenfest; nach deren Vollendung wurde die Kapelle Mariä Wiegenfest 1889 abgebrochen und an ihrer Stelle das Pfarrhaus errichtet. Bis 1892 war die Kirche Filialkirche von Pustiměř und wurde dann zur Pfarrkirche erhoben. Im Jahre 1930 lebten in den 179 Häusern von Drysice 781 Personen. Während des Zweiten Weltkrieges kam es Ende April 1945 in der Gegend zu heftigen Kämpfen. Am 9. Mai 1945 nahm die Rote Armee zusammen mit rumänischen Einheiten bei den Kämpfen um Wischau und Eiwanowitz das Dorf ein. Dabei starben sieben Einwohner sowie 17 Rotarmisten und Rumänen; die gefallenen Wehrmachtsangehörigen wurden nicht gezählt. Von den 183 Häusern von Drysice waren 42 zerstört und 130 beschädigt. Von den 148 dadurch obdachlos gewordenen Einwohnern zog ein Großteil in andere Orte und übernahm die Häuser von vertriebenen Deutschen aus der Wischauer Sprachinsel. Das Rathaus wurde im Jahre 1948 instand gesetzt. Der Park Hliník entstand zwischen 1949 und 1951. Der Kindergarten entstand 1950. 1986 wurde Drysice nach Pustiměř eingemeindet. 1990 löste sich Drysice wieder von Pustiměř los und bildete eine eigene Gemeinde. Seit 1999 führt Drysice ein Wappen und Banner.

## Gemeindegliederung
Für die Gemeinde Drysice sind keine Ortsteile ausgewiesen.

## Sehenswürdigkeiten
- Pfarrkirche Mariä Wiegenfest, erbaut 1887–1888. Die Konsekration erfolgte am 25. Oktober 1896 durch Erzbischof Theodor Kohn.
- Statue des hl. Florian am Dorfplatz, sie wurde 1777 zum Gedenken an einen verheerenden Dorfbrand errichtet
- Reste der Burg Melice (Meilitz), westlich von Drysice auf dem Truppenübungsplatz